# Xe corps d'armée (Italie)
Pour les articles homonymes, voir 10e corps d'armée.
 (février 2025).
Si vous disposez d'ouvrages ou d'articles de référence ou si vous connaissez des sites web de qualité traitant du thème abordé ici, merci de compléter l'article en donnant les références utiles à sa vérifiabilité et en les liant à la section « Notes et références ».
Le Xe corps d'armée (en italien : X Corpo d'armata) est un corps de l'armée royale italienne.

## Historique
L'unité trouve ses origines dans le Commandement du Xe corps d'armée (Comando X Corpo d'Armata) créé à Palerme en application de l'institution des commandements de corps d'armée, selon le décret du 22 mars 1877.
Au début de la Première Guerre mondiale, le Xe corps est mobilisé et combat sur le plateau du Karst, dans les Alpes dinariques et du Piave jusqu'à Vittorio Veneto.
Le corps combat en Afrique du Nord pendant la Seconde Guerre mondiale et participe à la guerre du Désert jusqu'à sa destruction lors de la seconde bataille d'El Alamein en novembre 1942. Du 22 octobre au 4 novembre 1942, les attaques britanniques détruisent ses trois divisions dépendantes (Brescia, Folgore et Pavia). Le 5 novembre, les restes du Corps se retirent en direction de Fuka, où les dernières unités sont capturées le matin du 7 novembre.
Le Xe corps d'armée est temporairement dissous en décembre 1942. En 1943, l'unité est rétablie sous le nom de force armée de Campanie, puis devient un commandement militaire le 15 juillet. À partir du 13 janvier 1945, il devient le Xe commandement territorial de l'armée royale.

## Composition

### 1940
- 25e division d'infanterie « Bologna »
- 55e division d'infanterie « Savona »
- 60e division d'infanterie « Sabratha »

### Octobre 1942
- 17e division d'infanterie « Pavia »
- 27e division d'infanterie « Brescia »
- 185e division parachutiste « Folgore »
- 132e division blindée « Ariete »
- 21e Panzerdivision

## Commandants

### Seconde Guerre mondiale
- Generale di Corpo d'armata Alberto Barbieri (10 juin 1940 – 4 août 1941)
- Generale di Divisione Luigi Nuvoloni (24 août – 12 décembre 1941)
- Generale di Corpo d'armata Benvenuto Gioda (13 décembre 1941 – 16 août 1942)
- Generale di Divisione Federico Ferrari Orsi (17 août – † 18 octobre 1942)
- Generale di Divisione Enrico Frattini (intérim)
- Generale di Divisione Edoardo Nebbia (27 octobre –   7 novembre 1942)